# Wiesław Grabowski
Wiesław Grabowski est un entraîneur de football polonais et le propriétaire du club zimbabwéen de DT Africa United, qui évolue dans les divisions inférieures du pays. Le Polonais est surtout connu pour avoir repéré très jeune un grand nombre de joueurs zimbabwéens, tels que Gift Muzadzi (en) et Norman Mapeza.

## Carrière d'entraîneur
Diplômé de l'Université allemande du sport de Cologne, Grabowski est sélectionneur de la Zambie de 1983 à 1984, gagnant un salaire de 6 500 dollars. Il est allé au Zimbabwe dans le cadre d'un programme d'échange gouvernemental en 1985. Une fois dans le pays, il est informé des conditions de vie par un formateur yougoslave nommé Lukic, qui lui demande de ne pas s'y adapter.

### Équipe nationale du Zimbabwe
Adjoint de l'équipe de Pologne qui a participé à la Coupe du monde 1978, Grabowski devient sélectionneur de l'équipe du Zimbabwe en 2002, bien que les fans espéraient voir Bruce Grobbelaar prendre le poste. Juste après sa nomination, il est accusé d'avoir fait du « démarchage » pour le poste et d'avoir promis de négocier personnellement des accords qui profiteraient à la Fédération du Zimbabwe. Réagissant à ces propos, Grabowski affirme qu'il a obtenu le poste parce qu'il était le meilleur candidat, convaincu que les médias et d'autres personnes étaient déterminés à lui faire du tort. Chargé de sélectionner un groupe capable de participer à la Coupe d'Afrique des Nations 2004, l'entraîneur sélectionne un groupe de 21 joueurs pour un stage d'entraînement, laissant de côté le joueur-clé Maxwell Dube (en) en raison de sa corpulence et de la nécessité pour lui de perdre du poids. Sur la sellette, la Fédération du Zimbabwe annonce le limogeage officiel de Grabowski après une défaite 0-2 contre le Swaziland en quarts de finale de la Coupe COSAFA 2002.
Il entraîne l'équipe espoirs du Zimbabwe (en) qui termine à la seconde place des Jeux africains de 1995, obtenant la médaille d'argent.

### DT Africa United
Directeur de DT Africa United, Grabowski était en conflit pour savoir s'il empêchait le joueur Kelvin Bulaji de rejoindre CAPS United en 2013. Bulaji porte son cas devant la commission du statut du joueur de la ZIFA et demande l'aide de l'Union des footballeurs du Zimbabwe.
Ramenant des étrangers pour la première fois dans le championnat zimbabwéen, le point culminant de la carrière de l'entraîneur polonais en Afrique a été de remporter la Coupe du Zimbabwe avec Darryn T en 1992 en battant CAPS United en finale, avec une équipée composée de jeunes, montrant son intérêt pour la formation et le développement de jeunes joueurs.
L'ancien sélectionneur de la Zambie s'est également plaint du manque d'intérêt du football zimbabwéen pour la formation.
Il a travaillé avec la Prince Edward School (en) de Harare pour aider les jeunes talents du football à devenir professionnels.
Se rendant en Chine pour donner une formation d'entraîneur en 2015, il a demandé à la fédération d'organiser plus de rencontres pour la sélection du Zimbabwe, ainsi que la mise en place de plus de programmes d'échange pour les entraîneurs.

## Vie personnelle
Détenant des propriétés en Allemagne et au Zimbabwe, Grabowski a deux maisons en Pologne, situées à Zabrze et Wisła. En plus d'être propriétaire du club de DT Africa United, il est ambassadeur du tourisme avec sa femme Krystyna qui est représentante au consulat de Pologne, et ils sont tous deux impliqués dans une institution éducative pour enfants autistes. Sa résidence au Zimbabwe est sur Gun Hill Avenue, à Harare.